# 우리 공동의 미래
우리들 공동의 미래(영어: Our Common Future 혹은 브룬틀란 보고서(Brundtland Report))는 국제 연합의 브룬틀란 위원회가 1987년 출판한 보고서이다.
이 보고서의 목적은 지속 가능한 발전을 정의하고 이를 탐색하던 여러 주권국들에게 다양한 흐름을 안내하는 것에 있었다. 보고서는 유엔인간환경회의를 통해 다룬 환경 이슈를 정치적 안건의 전면으로 부각시켰으며 독립된 정치적 의제로서 환경 문제를 인식할 수 있도록 이끌었다.
보고서는 약 900일 동안 국제적으로 분석 및 총괄한 자료이며 정부 관계자, 과학자, 전문가, 연구자, 산업계 종사자, 비정부 기구 대표자, 대중 등 다양한 사람들의 증언을 토대로 전 세계의 현황을 담았다.
위원회의 핵심 임무는
1. 환경 및 개발 핵심 이슈를 파악하고 혁신적, 구체적 현실적 실천 방안을 수립 및 추진한다
2. 환경 및 개발에 대한 국제적 협력을 증진하고 현재 답습된 관행에서 탈피, 변화의 필요성이 있는 방향으로 정책에 영향을 끼칠 수 있을만한 협력체계를 사정 및 제안한다
3. 개개인, 비영리기구, 기업, 연구소, 정부 차원에서 실천 방안을 이해 및 실행 수준을 높인다. (1987: 347).

위원회는 인구, 식량안보, 생물학적 다양성 감소, 에너지, 산업, 거주 문제 등에 주목했으며 모든 문제가 서로 연결되어 있어 하나만 따로 볼 수 없음을 파악하게 됐다.
보고서는 빈곤감소, 양성평등, 부의 재분배 등의 형태에 있어서 인간개발을 높이고자 했으며 이러한 점이 환경 보전에 핵심적인 요소임을 인지했다. 또한 환경적 제약이 경제 성장에도 현격한 제한을 끼칠 수 있음을파악했다. 그럼으로써 보고서는 관련 내용에대한 분석과 광의적 대책, 지속 가능한 발전을 위한 조언 등을 제시했다. 그러나 보고서는 환경 파괴에 영향을 끼친 산업 행위에 대해 규명하는 것은 실패했고 정부가 주도하는 경제 성장에서 나타나는 원칙에 대해 설명하지 못했다. 대신 현재까지의 관행이 개혁을 이루고 또한 경제 성장이 이뤄질 수 있을 것이라 가정했다. 이 부분에 대한 분석 부재는 지속 가능한 발전이 처음으로 소개됐을 때 일정 부분의 오해를 낳기도 했다.
우리들 공동의 미래의 편찬과 브룬틀란 위원회의 활동은 1992년 리우 회의의 사전 작업을 이뤘으며 의제 21, 리우 선언, 지속 개발 위원회 설립 등에 지대한 영향을 미쳤다.
지속 가능한 발전의 정의가 보고서를 통해 널리 인용되기도 한다.
브룬틀란 보고서라 이름이 붙여진 것은 위원회 의장으로 활동한 노르웨이 총리 출신인 브룬틀란의 이름에서 따온 것이다.

## 같이 보기
- 브룬틀란 위원회
- 천년생태계평가